# 5331 Erimomisaki
5331 Erimomisaki (1990 BT1) là một tiểu hành tinh vành đai chính được phát hiện ngày 27 tháng 1 năm 1990 bởi Kin Endate và Kazuro Watanabe ở Đài thiên văn Kitami. Nó được đặt theo tên Cape Erimo ở the south end thuộc Hokkaidō.